# Leprovica
Leprovica je naselje u sastavu grada Dugo Selo, u Zagrebačkoj županiji. 
Smješteno je na županijskoj cesti Dugo Selo-Mala Ostrna-Obedišće Ježevsko. 
Prvi puta se spominje 1642. godine. pod imenom Veprovica. Vjerojatno je selo bilo u šumi s velikim brojem veprova. U naselju od 1978. godine djeluje dobrovoljno vatrogasno društvo. U naselju postoji spomenik žrtvama iz II. svjetskog rata, akademske kiparice Vere Dajht-Kralj.

## Stanovništvo
Po popisu stanovništva iz 2001. godine u Leprovici je živio 261 stanovnik. Prema istom popisu stanovništva iz 2001. godine naselje ima 72 kućanstva.

Prema popisu stanovništva iz 2011. godine naselje je imalo 254 stanovnika.

Naselje pripada rimokatoličkoj župi Uzvišenja sv. Križa Dugo Selo II.
| broj stanovnika | 237   | 252   | 262   | 291   | 315   | 371   | 359   | 376   | 307   | 301   | 296   | 268   | 241   | 212   | 261   | 254   | 252   |
|                 | 1857. | 1869. | 1880. | 1890. | 1900. | 1910. | 1921. | 1931. | 1948. | 1953. | 1961. | 1971. | 1981. | 1991. | 2001. | 2011. | 2021. |